# Jacques Berthier (acteur)
Pour les articles homonymes, voir Jacques Berthier et Berthier.
Jacques Berthier est un acteur et réalisateur français, né le 10 février 1916 dans le 18e arrondissement de Paris de Paris et mort le 2 avril 2008 à Neuilly-sur-Seine. Il a également prêté sa voix à de nombreux comédiens dont Raymond Burr, Gregory Peck et David Niven.

## Biographie
Il était marié à la comédienne Lily Baron.
Il est inhumé au cimetière ancien de Neuilly-sur-Seine (division 7).

## Théâtre
- 1942 : Les Dieux de la nuit de Charles de Peyret-Chappuis, mise en scène Camille Corney, théâtre Hébertot
- 1946 : Hamlet de William Shakespeare, mise en scène Jean-Louis Barrault, théâtre Marigny
- 1948 : L'État de siège d'Albert Camus, mise en scène Jean-Louis Barrault, théâtre Marigny
- 1952 : Ami-ami de Pierre Barillet et Jean-Pierre Grédy, mise en scène Jean Wall, théâtre des Célestins
- 1954 : Crime parfait de Roger Féral d'après Frédéric Knott, mise en scène Georges Vitaly, Théâtre de l'Ambigu, théâtre des Célestins
- 1957 : Trois souris aveugles d’Agatha Christie, mise en scène Christian-Gérard, théâtre de la Renaissance
- 1958 : Ami-ami de Pierre Barillet et Jean-Pierre Grédy, mise en scène Jean Wall, théâtre Antoine
- 1959 : Le soleil est-il méchant ? de Jean Le Marois, mise en scène Georges Chamarat, théâtre Hébertot
- 1960 : Gigi de Colette, mise en scène Robert Manuel, théâtre Antoine

## Filmographie

### Cinéma
- 1925 : Jack de Robert Saidreau : Le Rouzic
- 1934 : Le Voyage de monsieur Perrichon de Jean Tarride : Majorin
- 1934 : L'Oncle de Pékin de Jacques Darmont : le chef de gare
- 1941 : Le Destin fabuleux de Désirée Clary de Sacha Guitry : le conseiller
- 1943 : Béatrice devant le désir de Jean de Marguenat : Jacques Richelière
- 1945 : Tant que je vivrai de Jacques de Baroncelli : Bernard Fleuret
- 1946 : Adieu chérie de Raymond Bernard : Bruno Brétillac
- 1947 : Le Bateau à soupe de Maurice Gleize : Donatien Mahu
- 1947 : Les Requins de Gibraltar de Emil-Edwin Reinert : le lieutenant David Brooks
- 1948 : La Révoltée de Marcel L'Herbier : Serge Loref
- 1950 : Maria du bout du monde de Jean Stelli : Thierry
- 1950 : Ombre et Lumière d'Henri Calef : Jacques Barrois
- 1950 : On n'aime qu'une fois de Jean Stelli : Jean Monnier
- 1951 : Les Mémoires de la vache Yolande d'Ernst Neubach
- 1952 : Les Deux Monsieur de Madame de Robert Bibal : Georges Flavien
- 1953 : Le Vagabond des mers (The Master of Ballantrae) de William Keighley : le capitaine Arnaud
- 1954 : Si Versailles m'était conté de Sacha Guitry : Robespierre
- 1954 : Raspoutine de Georges Combret : Youri
- 1954 : La Belle Otero de Richard Pottier : Jean Chastaing
- 1955 : Tam-Tam (Tam-Tam mayumbe) de Gian Gaspare Napolitano : Clemens Van Waerten
- 1955 : Un missionnaire de Maurice Cloche : le père Duval
- 1956 : La Loi des rues de Ralph Habib
- 1956 : Les Insoumises de René Gaveau : Gilbert
- 1957 : Charmants Garçons d'Henri Decoin : André Noblet
- 1959 : Nathalie, agent secret d'Henri Decoin : Jean Darbon
- 1959 : Un témoin dans la ville d’Édouard Molinaro : Pierre Verdier
- 1959 : Le Miroir aux alouettes (Costa azzurra) de Vittorio Sala
- 1959 : Le Petit Pêcheur de la mer de Chine, court métrage de Serge Hanin : voix
- 1961 : Qui êtes-vous Monsieur Sorge ? de Yves Ciampi : Serge de Branowski
- 1961 : Les Trois Mousquetaires de Bernard Borderie : le Duc de Buckingham
- 1962 : Lemmy pour les dames de Bernard Borderie : le docteur Nollet
- 1962 : Les Derniers Jours d'Herculanum (Anno 79: La distruzione di Ercolano) de Gianfranco Parolini : Tercius
- 1962 : Il vecchio testamento de Gianfranco Parolini : Apollonio
- 1965 : Colorado Charlie de Robert Johnson : le shérif « Wild Bill » Danders (sous le nom de Jack Berthier)
- 1966 : L'Or du shérif (Uno sceriffo tutto d'oro) de Richard Kean : Jeff Randall
- 1967 : Coup de force à Berlin (Tiffany memorandum) de Terence Hathaway : le colonel Callaghan
- 1967 : Mayerling de Terence Young : le prince Salvator
- 1969 : Sur ordre du Führer (La Battaglia d'Inghilterra) d'Enzo G. Castellari : l'officier anglais
- 1975 : Le Blanc, le Jaune et le Noir (Il bianco, il giallo, il nero) de Sergio Corbucci : Butler
- 1976 : Frou-frou del tabarin de Giovanni Grimaldi : Duca Filippo di Fasano / le visconte d'Artois
- 1976 : Une femme fidèle de Roger Vadim : M. Leroy
- 1978 : Brigade mondaine de Jacques Scandelari : comte Paul-Henri Vaugoubert de Saint-Loup

### En tant que réalisateur
- 1953 : Présentation de la Beauce à Notre-Dame de Chartres (court métrage, sélection officielle du Festival de Cannes 1953[4])
- 1960 : Quai Notre-Dame

### Télévision
- 1958 : Les Cinq Dernières Minutes, épisode Tableau de chasse de Claude Loursais : Jacques Brézolles
- 1961 : Les Bijoux d'Isabelle (téléfilm) de Jacques Rutman : le docteur Chevrier
- 1966 : La 99ème minute de François Gir
- 1967 : Les Chevaliers du ciel de François Villiers : le colonel
- 1968 : Destins (téléfilm) de Maurice Delbez, Serge Hanin et Jany Holt : Dubrocca (segment Chère petite madame)
- 1972 : Une brune aux yeux bleus (téléfilm) de Roger Iglésis : Georges Naintilly
- 1972 : L'Atlantide (téléfilm) de Jean Kerchbron : Morhange
- 1973 : Le Gageure imprévu (téléfilm) de François Gir : le marquis de Clainville
- 1973 : Le Masque aux yeux d'or (téléfilm) de Paul Paviot : le comte Rialti
- 1973 : Une atroce petite musique (téléfilm) de Georges Lacombe : Daniel Musselet
- 1973 : Ton amour et ma jeunesse d'Alain Dhénaut : Geoffroy de Maizey
- 1974 : Les Brigades du Tigre, épisode La confrérie des loups de Victor Vicas
- 1974 : Aux frontières du possible, épisode Alerte au Minotaure de Victor Vicas : Salvia
- 1975 : Messieurs les jurés : L'Affaire Marquet de 'Serge Witta
- 1975-1976 : Splendeurs et misères des courtisanes (mini-série) : le procureur Granville
- 1976 : Commissaire Moulin : Jardel épisode Ricochet, saison 1 - épisode 1
- 1977 : Richelieu ou le Cardinal de Velours de Jean-Pierre Decourt : Tréville
- 1978 : Les Grandes Conjurations, épisode Le Connétable de Bourbon de Jean-Pierre Decourt
- 1978 : Allégra (téléfilm) de Michel Wyn : le docteur Svenson
- 1979 : Au théâtre ce soir : Ne quittez pas de Marc-Gilbert Sauvajon et Guy Bolton, mise en scène Max Fournel, réalisation Pierre Sabbagh, théâtre Marigny
- 1981 : Les Amours des années folles : le baron épisode La Messagère
- 1981 : Carte Vermeil (téléfilm) d'Alain Levent : Jonquières
- 1982 : Ultimatum (téléfilm) de Georges Farrel : l'amiral Lelandais
- 1996 : Les Enfants du mensonge (téléfilm) de Frédéric Krivine : le grand-père

## Doublage

### Cinéma
- Jack Palance dans :
  - La Légion des damnés (1969) : Colonel Charley Anderson
  - Amigo, mon colt a deux mots à te dire (1972) : Sonny Bronston
  - Africa Express (1976) : William Hunter
  - Alerte dans le cosmos (1979) : Omus
  - Terreur extraterrestre (1980) : Joe Taylor
  - Dément (1982) : Frank Hawkes

- David Niven dans :
  - La Lune était bleue (1953) : David Slater
  - Le Tour du monde en quatre-vingts jours (1956) : Phileas Fogg
  - Tables séparées (1958) : Commandant David Angus Pollock
  - Les Canons de Navarone (1961) : Caporal Miller
  - La Panthère rose (1963) : Sir Charles Lytton

- Gregory Peck dans : 
  - L'Homme sauvage (1968) : Sam Verner
  - L'Or de MacKenna (1969) : MacKenna
  - Les Naufragés de l'espace (1969) : Charles Keith
  - Le Commando de sa Majesté (1980) : Colonel Lewis Pugh

- Brian Keith dans :
  - Il y a un homme dans le lit de maman (1968) : Jake Iverson
  - Rio Verde (1971) : le colonel Morgan
  - Yakuza (1974) : George Tanner
  - La Fureur du danger (1979) : Jocko

- Raymond Burr dans :
  - Le Traître du Texas (1952) : Cord Hardin
  - Garçonne (1980) : Dr Brean
  - Y a-t-il enfin un pilote dans l'avion ? (1982) : le juge

- Stewart Granger dans :
  - Le Crime était signé (1958) : Max Poulton
  - L'Invasion secrète (1964) : Richard Mace

- Gordon Mitchell dans :
  - Le Géant de Métropolis (1961) : Obro
  - 3 Winchester pour Ringo (1966)[5] : Frank Sanders

- John Anderson dans  :
  - Station 3 : Ultra Secret (1965) : l'agent Reagan
  - Soldat bleu (1970) : le colonel Iverson

Mais aussi :
- 1944 : La Route semée d'étoiles : Ted Haines Jr. (James Brown)
- 1950[6] : Le Convoi des braves : Wiggs dit l'« Ancien » (Ward Bond)
- 1954 : Romance inachevée : Don Haynes (Charles Drake) (1er doublage)
- 1954[7] : Le Raid : Josiah Anderson (Will Wright)
- 1954[8] : Une femme qui s'affiche : Brod Clinton (Michael O'Shea)
- 1955 : Le Brave et la Belle : Jody Wilton (William Ching)
- 1957 : 3:10 pour Yuma : Dan Evans (Van Heflin)
- 1957 : Les espions s'amusent : Général Langrad (Ivan Triesault)
- 1958 : Libre comme le vent : Steve Sinclair (Robert Taylor)
- 1958 : La Maja nue : Aranda (Tonio Selwart)
- 1958 : La Vallée de la poudre : Colonel Stephen Bedford / John « Johnny » Bledsoe (Leslie Nielsen)
- 1958 : Contre-espionnage à Gibraltar : Colonel Mathers (Patrick Allen)
- 1959 : Au fil de l'épée : Général Burgoyne (Laurence Olivier)
- 1959 : La Grande Guerre : Capitaine Ferri (Carlo D'Angelo)
- 1959 : Au milieu de la nuit : Paul Kingsley (David Ford)
- 1960 : La Longue Nuit de 43 : l'avocat Attilio Villani (Nerio Bernardi)
- 1961 : L'Espionne des Ardennes : Lieutenant-Colonel Abel Wilson (Warner Anderson)
- 1961 : Mary la rousse, femme pirate : Lord Goodwin (Edoardo Toniolo)
- 1961 : Ville sans pitié : le major-général Lucius B. Strafford (Alan Gifford)
- 1962 : Geronimo d'Arnold Laven : Général George A. Crook / Loups Gris (Lawrence Dobkin)
- 1962 : Quinze jours ailleurs : Carlo, l'assistant-réalisateur (Vito Scotti)
- 1962 : Les Enfants du capitaine Grant : le capitaine Grant (Jack Gwillim)
- 1962 : Jack le tueur de géants : Pendragon (Torin Thatcher)
- 1962 : Jules César, conquérant de la Gaule : Commandant Titus Azius (Enzo Petracca)
- 1963 : Jason et les Argonautes : Pélias (Douglas Wilmer)
- 1963 : Docteur Jerry et Mister Love : Dr Warfield (Del Moore)
- 1963 : La Revanche du Sicilien : Johnny Colini (Marc Lawrence)
- 1963 : La Souris sur la Lune : le général des United States Air Force (Archie Duncan)
- 1964 : Goldfinger : Simmons (Austin Willis)
- 1964 : Pas de printemps pour Marnie : Sam Ward (S. John Launer)
- 1964 : Hélène, reine de Troie : Aménophis (Carlo Tamberlani)
- 1964 : La Tulipe noire : le fermier général (Georges Rigaud)
- 1964 : Feu sans sommation : Cagle (Mort Mills)
- 1964 : Mission 633 : Air Vice-Marshal David (Harry Andrews)
- 1964 : La Baie aux émeraudes : Anthony Gamble (John Le Mesurier)
- 1964 : Ursus l'invincible : l'usurpateur (Mimmo Palmara)
- 1964 : F.B.I. contre l'œillet chinois : Reginald Sheridan (Paul Dahlke)
- 1965 : Opération Tonnerre : Comte Lippe (Guy Doleman)
- 1965 : Les Yeux bandés : le colonel de l'Agence de Sécurité Nationale[Qui ?]
- 1965 : Chère Brigitte : voix de l'annonceur de l'hippodrome (Richard Lane)
- 1966 : Django : le major Jackson (Eduardo Fajardo)
- 1966 : L'Affaire Lady Chaplin : Heston (Philippe Hersent)
- 1967 : Les Douze Salopards : Colonel Everett Dasher-Breed (Robert Ryan)
- 1967 : La Mort était au rendez-vous : Burt Cavanaugh (Anthony Dawson)
- 1967 : Le Dernier Face à face : Zachary Chase (Aldo Sambrell)
- 1967 : Coup de gong à Hong Kong : Charlie Lee (Werner Peters)
- 1967 : Les Trois Fantastiques Supermen : Golem (Jochen Brockmann)
- 1968 : L'Enfer de la guerre : Sergent Braumann (Otto Stern)
- 1968 : Saludos hombre : Nathaniel Cassidy (Donald O'Brien)
- 1968 : Petulia : M. Danner (Joseph Cotten)
- 1968 : Funny Girl : John, le manager (John Harmon)
- 1968 : Django, prépare ton cercueil ! : Jonathan Abbott (Lee Burton)
- 1968 : Skidoo : Hechy (Cesar Romero)
- 1968 : Le Vampire a soif : le Dr Carl Mallinger (Robert Flemyng)
- 1969 : Le Pont de Remagen : Général Von Brock (Peter Van Eyck)
- 1969 : La Horde sauvage : Pike Bishop (William Holden)
- 1969 : Trois pour un massacre : Urelio (Angel Ortiz)
- 1969 : Un Beatle au paradis : le vampire du navire (Christopher Lee) / le commissaire-priseur (Patrick Cargill) / Maltravers (Robert Raglan)
- 1969 : La Folle de Chaillot : le général (Paul Henreid)
- 1969 : Le Piège à pédales : M. Devlin (Richard Webb)
- 1969 : Enfants de salauds : le colonel Homerton (Bernard Archard)
- 1969 : Pendulum, la Nuit sans témoin : le chef adjoint John P. Hildebrand (Charles McGraw)
- 1971 : La Grande Chevauchée de Robin des Bois : Sire Robert (Luis Dávila)
- 1971 : Malpertuis : Eisengott (Walter Rilla)
- 1971 : La Vengeance de Dieu : le shérif Tom Stanton (Luciano Lorcas)
- 1971 : Captain Apache : Griffin (Stuart Whitman)
- 1971 : Dialogue de feu : le Marshall Tom Cater (Robert J. Wilke)
- 1971 : Femmes de médecins : l'employé du service funéraire gardant la porte d'entrée[Qui ?]
- 1972 : Maintenant, on l'appelle Plata : M. Ears (Reinhard Kolldehoff)
- 1972 : Aguirre, la colère de Dieu : Gonzallo Pizarro (Alejandro Repullès)
- 1972 : Carnage : le réceptionniste du Car Hotel (Hugh Gillin Jr.)
- 1973 : Duel dans la poussière : Art Williams (Donald Moffat)
- 1973 : La Bataille de la planète des singes : le capitaine mutant (Richard Eastham)
- 1973 : SS Représailles : Lieutenant-Colonel Herbert Kappler (Richard Burton)
- 1973 : Le Fauve : Dottore (Giorgio Tozzi)
- 1973 : Police Puissance 7 : Festa (Matt Russo)
- 1973 : Les Anges mangent aussi des fayots : le spectateur assis à côté de Sonny durant le match de catch (Gérard Landry)
- 1974 : Tremblement de terre : Dr Willis Stockle (Barry Sullivan)
- 1974 : Sugarland Express : Logan Waters (Frank Steggall)
- 1974 : Les Derniers Jours de Mussolini : le maréchal Rodolfo Graziani (Rodolfo Dal Pra') et Renato Celio (Luciano Pigozzi)
- 1974 : Un homme voit rouge : Polson (Knuth Wigert)
- 1974 : Apportez-moi la tête d'Alfredo Garcia : El Jefe (Emilio Fernández)
- 1975 : Les Seigneurs de la route : Harold, le vieux commentateur sportif (Carle Bensen)
- 1975 : Trinita, nous voilà ! : M. Shark (John Ireland)
- 1975 : Capone de Steve Carver : Charles Fischetti (Joe De Nicola)
- 1975 : La Route de la violence : Cutler (Don Porter)
- 1975 : Liquidez l'inspecteur Mitchell : le détective Tyzack (Rayford Barnes)
- 1975 : La Baby-Sitter : Vic, le ravisseur (Vic Morrow)
- 1976 : La Grande Bagarre : Comte Leicester / Charles La Motte (Philippe Leroy)
- 1976 : La Chevauchée sauvage : Gebhardt (John McLiam)
- 1977 : L'Affaire Mori : le médecin de campagne (Paul Muller)
- 1977 : Le Parfait Tueur : le trafiquant d'armes (Fernando Sancho)
- 1978 : Sauvez le Neptune : le vice amiral[Qui ?]
- 1978 : La Grande Bataille : le professeur O'Hara (John Huston)
- 1978 : L'Inévitable Catastrophe : le Dr Andrews (José Ferrer)
- 1978 : Les Enfants de la rivière : Sir John (David Tomlinson)
- 1979 : Tendre Combat (The Main Event) d'Howard Zieff : Gough (James Gregory)
- 1980 : The Blues Brothers : Tucker McElroy (Charles Napier)
- 1980 : Stardust Memories : l'analyste de Sandy (Leonardo Cimino)
- 1981 : Rien que pour vos yeux : la voix de Blofeld (Robert Rietty)
- 1981 : Le Dragon du lac de feu : Tyrian (John Hallam)
- 1982 : À la limite du cauchemar : le détective Joe Carlson (Bo Svenson)
- 1982 : Commando : le général Ira Potter (Robert Webber)
- 1985 : Pale Rider, le cavalier solitaire : le shérif Stickburn (John Russell)
- 1995 : Nixon : John Mitchell (E.G. Marshall)
- 1995 : Casino : Remo Gaggi (Pasquale Cajano)
- 2003 : Daredevil : Fallon (Mark Margolis)

#### Animation
- 1978 : Le Seigneur des anneaux : le narrateur
- 1982 : Dark Crystal : SkekUng, le maître des Garthim
- 1982 : Le Magicien d'Oz : une des formes du magicien d'Oz
- 2005 : Les Noces funèbres : Grand-père Everglot

### Télévision

#### Téléfilms
- 1975 : Le Comte de Monte-Cristo : l'Abbé Faria (Trevor Howard)
- 1983 : La Pourpre et le Noir : le colonel Herbert Kappler (Christopher Plummer)
- 1985-1993 : Perry Mason : Perry Mason (Raymond Burr) (26 téléfilms)

#### Séries télévisées
- Raymond Burr dans :
  - Perry Mason (1957 - 1966) : Perry Mason[9]
  - L'Homme de fer (1967 - 1975) : Robert T. Dacier (2e voix)[10]
  - Colorado (1978) : Hermann
- Columbo : voix récurrentes
- Département S : Jason King (Peter Wyngarde)
- Inspecteur Barnaby : Lord Holm (Edward Petherbridge) - épisode Le Téléscope de la mort (S10E08, 2006)
- L'Épouvantail : le général Pugh (Geoffrey Keen)
- La Famille Addams : M. Hilliard
- Ma sorcière bien-aimée : voix récurrente des clients de Jean-Pierre
- Rawhide[11] : Wankawa (Monte Blue) - épisode Un jumeau imprévu
- Rintintin : voix additionnelles
- Santa Barbara : Channing Capwell Sr (Peter Mark Richman, Paul Burke, Charles Bateman puis Jed Allan)
- Starsky et Hutch : Stryker (Gilbert Green)
- Zorro : le commandant Monastario (Britt Lomond)

#### Séries animées
- 1972 : Le Chat botté 2 : le chef des méchants
- 1975 - 1977 : Goldorak : Véga le Grand Stratéguerre
- 1978 : Daimos : Généralissime Olban / Balbas
- 1979 : Le Retour de Goldorak : Véga / Baron Ashura
- 1981 : Les Quatre Filles du docteur March : M. Lawrence
- 1981 : Rody le petit Cid : Diego, le père de Rody
- 1982 : X-Or : le narrateur
- 1983 : G.I. Joe: Héros sans frontières : Casse-cou (voix de remplacement)
- 1986 - 87 : Les défenseurs de la terre : l'empereur Ming
- 1987 : Spiral Zone : Avoror
- 1991 : Mégalopolis : Pr Amano (OAV 4)
- 2002 : Heat Guy J : Shogun
- 2004 - 2006 : Tales of Phantasia : le narrateur / Prelat

### Livre audio
- 1959 : La forteresse (roman policier) de Noël Calef, maison de disques Festival, disque n°4 de la collection La Clé du Mystère avec Marie Mansart et Jean-Jacques Delbo[12]